# Lanette Prediger
Lanette Prediger (Oxbow, 29 augustus 1979) is een Canadees skeletonster.

## Carrière
Prediger deed maar een seizoen mee in de wereldbeker en eindigde meteen negende. Nadien nam ze net als ervoor deel aan de lagere reeksen. Ze nam tweemaal deel aan het wereldkampioenschap met een tiende plaats als beste resultaat.

## Resultaten

### Wereldkampioenschappen
| Jaar | Plaats     | Resultaat                           |
| ---- | ---------- | ----------------------------------- |
| 2015 | Winterberg | 10e Individueel                     |
| 2016 | Igls       | 19e Individueel 11e Landenwedstrijd |

### Wereldbeker
| Eindklasseringen \| Seizoen \| Rang \| \| --------- \| ---- \| \| 2014/2015 \| 9e \| |      |
| Seizoen                                                                              | Rang |
| 2014/2015                                                                            | 9e   |